# Vicente Cervera
Vicente Cervera Llorca (Melilla, España, 24 de mayo de 1945) es un exfutbolista español que se desempeñaba como centrocampista.

## Clubes
| Club                         | País   | Año       |
| ---------------------------- | ------ | --------- |
| Hércules C. F.               | España | 1966-1968 |
| R. C. Deportivo de La Coruña | España | 1968-1974 |
| Deportivo Alavés             | España | 1974-1975 |